# Чемпіонат світу з біатлону 2012
48-й чемпіонат світу з біатлону проходив у Рупольдінгу, Німеччина, з 1 березня по 12 березня 2012 року.
До програми чемпіонату входитиме 11 змагань із окремих дисциплін: спринту, гонки переслідування, індивідуальної гонки, мас-старту та естафет — жіночої, чоловічої і змішаної.

## Розклад
У таблиці приведено попередній розклад змагань. Час подано за UTC+5.
| Дата       | Час         | Чоловіки         | Жінки            |
| ---------- | ----------- | ---------------- | ---------------- |
| 1 березня  | 15:30       | змішана естафета | змішана естафета |
| 3 березня  | 12:30/15:30 | спринт           | спринт           |
| 4 березня  | 13:15/16:00 | персьют          | персьют          |
| 6 березня  | 15:15       | індивідуальна    |                  |
| 7 березня  | 15:15       |                  | індивідуальна    |
| 9 березня  | 15:15       | естафета         |                  |
| 10 березня | 15:15       |                  | естафета         |
| 11 березня | 13:30/16:00 | мас-старт        | мас-старт        |

## Медалісти та призери

### Чоловіки
| Гонка:                            | Золото:                                                                     | Час                                                       | Срібло:                                                          | Час                                           | Бронза:                                                            | Час                                                       |
| Індивідуальна гонка, 20 км деталі | Яков Фак Словенія                                                           | 46:48.2 (0+0+0+1)                                         | Сімон Фуркад Франція                                             | 46:55.2 (0+0+1+0)                             | Ярослав Соукуп Чехія                                               | 47:00.5 (0+1+0+0)                                         |
| Спринт 10 км деталі               | Мартен Фуркад Франція                                                       | 24:18.6 (1+1)                                             | Еміль Хегле Свендсен Норвегія                                    | 24:33.7 (1+1)                                 | Карл Юхан Бергман Швеція                                           | 23:36.3 (0+0)                                             |
| Персьют 12,5 км деталі            | Мартен Фуркад Франція                                                       | 31:54.2 (1+1+0+2)                                         | Карл Юхан Бергман Швеція                                         | 33:44.6 (0+1+1+0)                             | Антон Шипулін Росія                                                | 34:01.5 (1+0+0+0)                                         |
| Мас-старт 15 км деталі            | Мартен Фуркад Франція                                                       | 38:25.4 (0+1+1+0)                                         | Б'єрн Феррі Швеція                                               | 38:28.4 (0+0+0+0)                             | Фредрик Ліндстрем Швеція                                           | 38:28.8 (0+1+1+0)                                         |
| Естафета 4 x 7,5 км деталі        | Норвегія Уле-Ейнар Б'єрндален Руне Братсвеен Тар'єй Бо Еміль Хегле Свендсен | 1:17:26.8 (0+0) (1+3) (0+0) (0+2) (0+1) (0+1) (0+0) (0+0) | Франція Жан-Гійом Беатрікс Сімон Фуркад Алексі Беф Мартен Фуркад | 1:17:56.5 (0+1) (0+1) (0+1) (0+0) (0+2) (0+3) | Німеччина Сімон Шемпп Андреас Бірнбахер Міхаель Грайс Арнд Пайффер | 1:18:19.8 (0+0) (0+1) (0+1) (0+3) (0+2) (0+0) (0+1) (0+2) |

### Жінки
| Гонка:                     | Золото:                                                               | Час                                                       | Срібло:                                                 | Час                                           | Бронза:                                                       | Час                                                       |
| Індивідуальна 15 км деталі | Тура Бергер Норвегія                                                  | 42:30.0 (1+0+0+0)                                         | Марі Лор Брюне Франція                                  | 43:26.4 (0+0+0+1)                             | Гелена Екгольм Швеція                                         | 43:41.1 (1+0+0+0)                                         |
| Спринт 7,5 км деталі       | Магдалена Нойнер Німеччина                                            | 21:07.0 (0+0)                                             | Дарія Домрачова Білорусь                                | 21:22.2 (0+0)                                 | Віта Семеренко Україна                                        | 21:44.6 (0+0)                                             |
| Персьют 10 км деталі       | Дарія Домрачова Білорусь                                              | 29:39.6 (0+1+1+0)                                         | Магдалена Нойнер Німеччина                              | 30:04.7 (0+1+0+2)                             | Ольга Вілухіна Росія                                          | 30:55.0 (0+0+1+0)                                         |
| Мас-старт 12,5 км деталі   | Тура Бергер Норвегія                                                  | 35:41.6 (0+0+1+0)                                         | Марі-Лор Брюне Франція                                  | 35:49.7 (0+0+0+1)                             | Кайса Мякяряйнен Фінляндія                                    | 35:54.3 (0+0+0+1)                                         |
| Естафета 4 x 6 км          | Німеччина Тіна Бахманн Магдалена Нойнер Міріам Гесснер Андреа Генкель | 1:09:33.0 (0+1) (0+0) (0+3) (1+3) (0+2) (0+1) (0+0) (0+0) | Франція Марі-Лор Брюне Софі Буаї Анаїс Бескон Марі Абер | 1:10:01.5 (0+1) (0+0) (0+1) (0+2) (0+1) (0+1) | Норвегія Фанні Горн Еліс Рінген Сіннове Солемдаль Тура Бергер | 1:10:12.5 (0+1) (0+3) (0+1) (0+2) (0+1) (0+3) (0+1) (0+0) |

### Змішана естафета
| Гонка:                                        | Золото:                                                                          | Час                                                       | Срібло:                                                 | Час                                           | Бронза:                                                                  | Час                                                       |
| Змішана естафета 2 x 6 км + 2 x 7,5 км деталі | Норвегія Тура Бергер Сіннове Солемдаль Уле-Ейнар Б'єрндален Еміль Хегле Свендсен | 1:12:29.3 (0+0) (0+0) (0+1) (0+3) (0+2) (0+2) (0+0) (0+2) | Словенія Андреа Малі Тея Грегорін Клемен Бауер Яков Фак | 1:12:49.5 (0+1) (0+0) (0+3) (0+2) (0+0) (0+0) | Німеччина Андреа Генкель Магдалена Нойнер Андреас Бірнбахер Арнд Пайффер | 1:13:02.1 (0+2) (0+1) (0+1) (0+2) (0+0) (0+0) (0+1) (1+3) |

## Таблиця медалей
| Місце  | Країна    | Золото | Срібло | Бронза | Загалом |
| ------ | --------- | ------ | ------ | ------ | ------- |
| 1      | Норвегія  | 4      | 1      | 1      | 6       |
| 2      | Франція   | 3      | 5      | 0      | 8       |
| 3      | Німеччина | 2      | 1      | 2      | 5       |
| 4      | Білорусь  | 1      | 1      | 0      | 2       |
| 4      | Словенія  | 1      | 1      | 0      | 2       |
| 6      | Швеція    | 0      | 2      | 3      | 5       |
| 7      | Росія     | 0      | 0      | 2      | 2       |
| 8      | Україна   | 0      | 0      | 1      | 1       |
| 8      | Фінляндія | 0      | 0      | 1      | 1       |
| 8      | Чехія     | 0      | 0      | 1      | 1       |
| Всього | Всього    | 11     | 11     | 11     | 33      |